# Cemani
Beim Ayam Cemani handelt es sich um eine Hühnerrasse aus Indonesien. 

## Etymologie
„Ayam“ bedeutet in der Landessprache Huhn und „Cemani“ ist ein Ort in Zentral-Java, Nähe Surakarta, wo diese Rasse ihren Ursprung hat.

## Ursprung
Ursprünglich verbreitet war das Huhn in Zentral- und Ostjava sowie auf Sumatra und Madura. In Europa wurde es erstmals in den 1920er Jahren durch die Beschreibung von niederländischen Einwanderern aus Indonesien bekannt. Seit 2003 ist es in den Niederlanden als Rasse anerkannt. Über die Niederlande wurde es auch in Belgien und Deutschland eingeführt.

## Merkmale
Das auffälligste Merkmal des Cemani ist die Tatsache, dass es komplett schwarz ist. Nicht nur das Gefieder, die Kopfattribute (Kamm und Kehllappen), sondern auch die Augen, die Haut, das Fleisch, die Knochen, die Krallen und beinahe auch das Blut sind pechschwarz (Letzteres hat eine tief schwarzrote Färbung). Die schwarze Färbung ist auf ein seltenes, aber natürliches genetisches Charakteristikum zurückzuführen, bei dem es sich um eine Hyperpigmentierung handelt, die unter der Bezeichnung Fibromelanosis bekannt ist.
Durch seine langen Beine und scharfen Krallen gilt es als ein sehr bewegliches Huhn. Der Hahn ist mittellang, schlank, aber in der Front ein wenig breiter werdend. Der Kamm ist ein Einfachkamm mit 4 bis 6 Zacken und sehr dickfleischig im Gewebe. Seine Fahne folgt nicht der Nackenlinie. Die Henne gleicht dem Hahn in den meisten Punkten. Allerdings ist sie nicht ganz so aufgerichtet. Aufgrund des sehr gut ausgeprägten Bruttriebs werden sie gerne sowohl von Zoos als auch von Privatpersonen als Ammen eingesetzt.